# Муминов, Усман
Усман Муминов — советский хозяйственный, государственный и политический деятель, Герой Социалистического Труда.

## Биография
Родился в 1912 году в Канибадаме. Член КПСС с 1934 года.
С 1934 года — на хозяйственной, общественной и политической работе. В 1934—1973 гг. — преподаватель, директор педагогического училища в Шахринауском районе, заведующий отделом народного образования исполкома Шахринауского райсовета депутатов трудящихся, заведующий отделом пропаганды и агитации Кировабадского райкома КП (б) Таджикистана, в Советской Армии, председатель исполкома Регарского райсовета депутатов трудящихся, заведующий организационно-инструкторским отделом, секретарь Пахтаабадского райкома КП (б) Таджикистана, первый секретарь Яванского, Пахтаабадского райкомов КП Таджикистана, заместитель министра сельского хозяйства Таджикской ССР по кадрам, первый секретарь Шаартузского райкома КП Таджикистана, парторг ЦК КП Таджикистана в Шаартузском территориальном производственном колхозно-совхозном управлении, секретарь партийного комитета Курган-Тюбинского производственного колхозно-совхозного управления, первый секретарь Вахшского райкома КП Таджикистана, первый секретарь Курган-Тюбинского горкома КП Таджикистана.
Указом Президиума Верховного Совета СССР от 3 апреля 1965 года присвоено звание Героя Социалистического Труда с вручением ордена Ленина и золотой медали «Серп и Молот».
Избирался депутатом Верховного Совета Таджикской ССР.
Умер в Курган-Тюбе в 1973 году.